# Weslake
La société Weslake & Company Limited a été fondée en novembre 1935 par Harry Weslake (né en 1897 à Exeter) à Rye dans l'East Sussex anglais. Cette officine spécialisée dans la combustion des moteurs automobiles est notamment connue pour avoir fourni le moteur de Formule 1 équipant les Eagle engagées par le pilote-constructeur américain Dan Gurney en Championnat du Monde de  Formule 1 1966, 1967 et 1968. Elle peut aussi s’enorgueillir d’avoir contribué aux victoires de Jaguar et Ford aux 24 Heures du Mans.

## La société Weslake

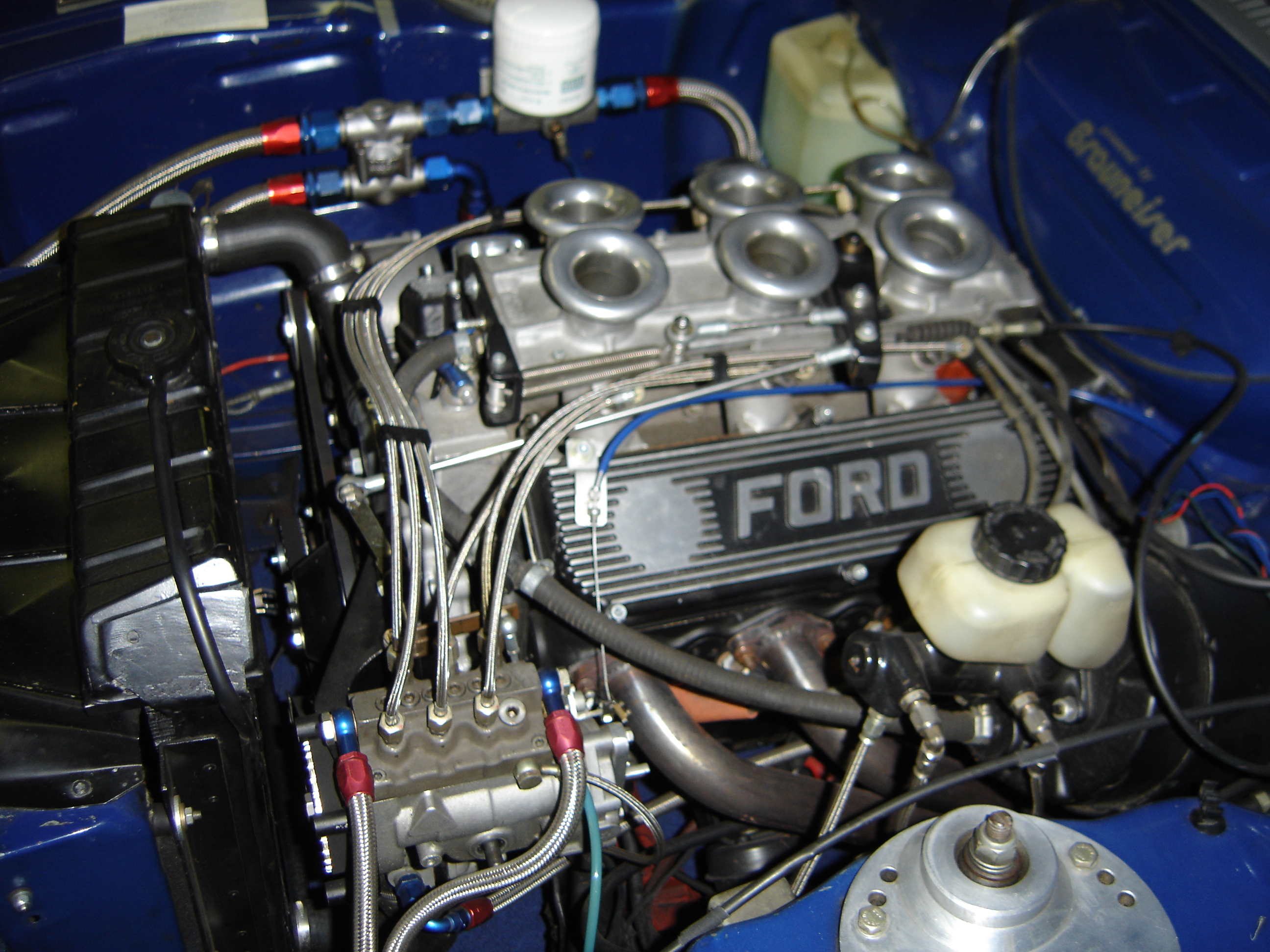
Moteur Ford-Weslake de Ford Capri RS 2600 (1971)

Spécialiste de l’amélioration de la combustion des moteurs automobiles, Harry Weslake est le concepteur des culasses à double arbres à cames en tête qui équipaient les Jaguar type D qui ont remporté les 24 heures du Mans en 1955, 1956 et 1957. En 1955, Tony Vandervell (en), fondateur de l'écurie de course Vanwall, le sollicite pour améliorer les performances de ses blocs à quatre cylindres en ligne. Les Vanwall développées par Weslake remportent ainsi le titre constructeur en 1958 avec un moteur L4 à la conception duquel participe Aubrey Woods.
En 1965, Dan Gurney, patron-pilote de l'écurie de course AAR, confie en exclusivité à Weslake la conception et la fabrication d’un moteur pour ses Eagle Mk1 engagées en Formule 1. Les moteurs Weslake conçus par Aubrey Woods, après un passage chez BRM, prennent ainsi le départ de 18 GP de Formule 1 entre 1966 et 1968. Ce moteur a permis à Eagle de marquer 13 points en championnat du monde et de remporter le Grand Prix de Belgique 1967. La collaboration entre AAR-Eagle et Weslake s’interrompt fin 1968 quand Dan Gurney, faute de budget, renonce à engager ses voitures en championnat du monde de Formule 1.
Dans le même temps, Weslake signe avec Ford un contrat de fourniture de culasses pour une partie des moteurs V8 équipant les Ford GT40 qui remportent les 24 heures du Mans de 1966 à 1969. À partir de 1970, Weslake réalise les culasses des blocs équipant les Ford Capri RS 2600 engagées en Championnat de Tourisme par Ford Allemagne. Cette voiture remporte sa classe lors des 24 Heures du Mans 1972. 
La société étend ses activités à l’aéronautique avec la conception, la fabrication et la maintenance de moteurs diesel pour avions monomoteurs civils et militaires. Lorsqu'Harry Weslake décède en 1978, son gendre Micheal Daniel lui succède à la tête de la société. Sous sa direction la société abandonne progressivement ses activités en sport automobile pour se recentrer vers ses activités dans l'aéronautique, d’abord sous le nom de Weslake Air Services puis, plus récemment, de Weslake Aerospace.

Dean Weslake, le petit-fils de Harry Weslake a fondé Weslake Heritage Limited en 2006. Cette société détient la plupart des droits de propriété intellectuelle des moteurs et composants automobiles Weslake. Elle assure la fourniture de pièces de rechange originelles de composants Weslake et offre un support technique et de maintenance aux propriétaires de moteur Weslake de compétition automobile.

## Caractéristiques techniques des Weslake de Formule 1

### Gurney-Weslake 58
- Moteur engagé en 1966, 1967 et 1968.
- 12 cylindres en V.
- Cylindrée : 2 997 cm3.
- Régime moteur : 9 500 tr/min (1966), 10 000 tr/min (1967) puis 10 200 tr/min (1968).
- Puissance : 375 ch (1966), 410 ch (1967), 415 ch (1968).

### Gurney-Weslake MK1 A
- Moteur engagé en 1968.
- 12 cylindres en V à 60°.
- Cylindrée : 2 997 cm3.
- Poids : 165 kg.
- Puissance : 413 ch.
- Régime moteur : 10 200 tr/min.